# ヒトの肌の色

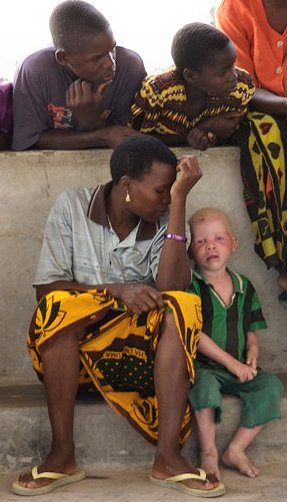
アルビノの黒人の子

ヒトの肌の色（ヒトのはだのいろ）は、黒からほとんど無色（血の色が透けてピンクがかる）まで様々である。これは肌に含まれる色素のメラニンの量によって決定される。これは遺伝的要因もあれば、後天的な要因もある。

## 肌色とメラニン
髪の色（体毛の色）と同様にユーメラニン（茶色から黒）とフェオメラニン（赤）の二つのメラニンが肌色を決定する。
肌のメラニンは太陽光などに含まれる紫外線を受け、日焼け（正確にはサンタン sun tanning）により沈着する。

## 肌色の多様性
濃い肌の色は紫外線を遮断する。それによって肌が炎症を起こしたり、皮膚がんになるのを防ぐ。日差しの強い赤道直下の人種の肌は先天的に黒く、高緯度になるほど薄くなっていく。ただし皮膚がんで死ぬのは中年以降であり、大きな淘汰圧にならないと考えられている。肌色の違いの原因と考えられているものはビタミンDである。ビタミンDは紫外線を浴びる事で体内で合成される。紫外線量の少ない地域に進出した人類の祖先がビタミンD欠乏症によって淘汰されたことが肌の色の多様性の原因であると考えられる。

## 日焼け
紫外線からの防御とビタミンD合成を両立するため、皮膚の細胞が日照量に応じて随時メラニン色素を合成し、肌の色を変化させている。
色素の合成が間に合わない場合や、先天的に働きが弱い人は皮膚がただれて炎症を起こすので、日焼け止めや被覆で防御する必要がある。

## 肌の色と「人種」

Felix von Luschan による肌の色のカラーチャート

各国の先住民の皮膚色を分配したマップ

肌の色と人種を関連付けて語ることは人種差別につながりやすいことからデリケートな議論である。
肌の色は実際の居住地域の環境の影響を受けるために、肌の色や風貌によって集団間の遺伝的距離を測ることはできないとされる。
しかし実際は同じ緯度でも人種によって濃淡の差異がある。例えばモンゴロイドであるアメリカ先住民は赤道域においてもネグロイドやオーストラロイドほど黒褐色にならない。アボリジニは比較的中緯度においても皮膚色が薄くならない。これらは適応のみならず、皮膚の色が遺伝的にも支配されていることを示唆している。
また、現生人類の祖先はネグロイドのような黒褐色の皮膚を持っており、出アフリカ後、ユーラシアにおいてモンゴロイドとコーカソイドが独立に皮膚を白色化させたと考えられ、両人種における肌を白色化させる遺伝子は異なると推定されている。
なお、Felix von Luschan による肌の色のカラーチャートのスケールに対応したフィッツパトリックのスキンタイプが考案されており、それによる肌の色のタイプ分けとおおよその人種区分を下記に示す。
| タイプ | スケール | 人種区分                                 | 髪と目の色                                                               |
| ------ | -------- | ---------------------------------------- | ------------------------------------------------------------------------ |
| I      | 1- 5     | 北ヨーロッパ系白人                       | そばかす,赤,茶色,赤褐色,栗,またはブロンドの髪、青,茶色,緑,または灰色の目 |
| II     | 6-10     | 西ヨーロッパ系白人                       | 明るいまたは暗い髪、青,緑,ヘーゼル,茶色または灰色の目                    |
| III    | 11-15    | 中央ヨーロッパ系                         | 茶色の髪、青,緑,ヘーゼル,茶色,またはまれに暗褐色の目                     |
| IV     | 16-21    | 中東系、南米系                           | 黒から濃い茶色の髪、青,緑,ヘーゼル,茶色または濃い茶色の目                |
| V      | 22-28    | アジア系、ヒスパニック系、アフリカ系黒人 | 黒い髪、茶色またはヘーゼル色の目                                         |
| VI     | 29-36    | アフリカ系黒人                           | 黒い髪、濃い茶色の目                                                     |